# Нимейер, Рёвен
Рёвен Нимейер (нидерл. Reuven Niemeijer; род. 27 марта 1995, Хенгело, Оверэйссел) — нидерландский футболист, нападающий клуба «Де Графсхап».

## Клубная карьера
Нимейер — воспитанник клуба «Куик 20». В 2014 году он дебютировал за основной состав. В 2016 году Нимейер перешёл в «Хераклес». 2 декабря в матче против НЕК он дебютировал в Эредивизи. 2 апреля 2017 года в поединке против «Херенвена» Рёвен забил свой первый гол за «Хераклес». Летом 2018 года Нимейер на правах аренды перешёл в «Эммен». 16 сентября в матче против «Утрехта» он дебютировал за новый клуб. 4 ноября в поединке против «Херенвена» Рёвен забил свой первый гол за «Эммен».
Летом 2020 года Нимейер перешёл в «Эксельсиор». 29 августа в матче против дублёров ПСВ он дебютировал в Эрстедивизи. 6 сентября в поединке против «Алмере Сити» Рёвен забил свой первый гол за «Эксельсиор».
Летом 2022 года Нимейер перешёл в итальянскую «Брешию». 14 августа в матче против «Зюйдтироля» он дебютировал в итальянской Серии B.
31 января 2025 года перешёл в «Де Графсхап», подписав контракт на полтора года до середины 2026 года.